# Explorer 38
Explorer 38 (còn được gọi là Radio Astronomy Explorer A, RAE-A và RAE-1) là vệ tinh đầu tiên nghiên cứu về thiên văn vô tuyến. Explorer 38 đã được đưa ra như là một phần của chương trình Explorers, là vệ tinh đầu tiên trong số 2 vệ tinh RAE.
Explorer 38 được phóng vào quỹ đạo ngày 4 tháng 7 năm 1968 từ Căn cứ Không quân Vandenberg, California, Hoa Kỳ, với tên lửa Delta.

## Tàu vũ trụ
Explorer 38 đo cường độ của các nguồn vô tuyến thiên thể, đặc biệt là Mặt Trời, như một hàm của thời gian, hướng và tần số (0,2 MHz đến 20 MHz). Tàu vũ trụ này được định hướng theo gradient trọng lực.
Trọng lượng Explorer 38 là 602 kilôgam (1,327 lb), và tiêu thụ điện trung bình là 25 W. Nó mang 2 ăng-ten V dài 750 feet (230 m), một chiếc đối diện với Trái Đất và quay mặt ra khỏi trái đất. Một ăng-ten lưỡng cực dài 120 feet (37 m) được định hướng tiếp tuyến đối với bề mặt trái đất.
Tàu vũ trụ cũng được trang bị một cửa quay từ xa 136 MHz. Các thí nghiệm trên tàu bao gồm bốn tần số Ryle-Vonberg tần số bước hoạt động từ 0,45 MHz đến 9,18 MHz, hai công suất tổng cộng công suất đa kênh hoạt động từ 0,2 MHz đến 5,4 MHz, đầu dò trở kháng tần số V bước từ 0,24 MHz đến 7,86 MHz, và một đầu dò điện dung ăng-ten lưỡng cực hoạt động từ 0,25 MHz đến 2,2 MHz.
Explorer 38 được thiết kế cho thời gian hoạt động tối thiểu trong 1 năm.
Hiệu suất của máy ghi âm spaecraft bắt đầu giảm sau 2 tháng trong quỹ đạo. Mặc dù một số trường hợp bị trục trặc thiết bị, dữ liệu tốt thu được trên cả ba hệ thống ăng-ten. Vệ tinh nhỏ được quan sát trong nhiều tháng "bầu trời vô tuyến" ở tần số từ 0,2 MHz đến 9,2 MHz, nhưng nó bị nhiễu sóng vô tuyến liên tục đến từ hành tinh của chúng ta, cả vì lý do tự nhiên (bình minh, giông bão) và nhân tạo.